# August Burns Red
August Burns Red är ett amerikanskt metalcoreband bildat 2003 i Lancaster, Pennsylvania. Bandet är huvudsakligen kända för sina hårda "breakdowns" och sina udda riff. Deras debutalbum, Thrill Seeker, släpptes 2005 efter att bandet, med den nya sångaren, skrivit på för Solid State Records. Albumet hamnade som nummer 81 på Billboard 200. Albumet Constellations släpptes år 2009 och blev nominerat för "Dove Award" för "bästa rockalbum" den 23 februari 2010 efter att den legat på tjugoförsta plats på Billboardlistan den första veckan. År 2011 släpptes deras fjärde album, Leveler.

## Bandmedlemmar
Nuvarande medlemmar
- John Benjamin "JB" Brubaker – sologitarr (2003–)
- Brent Rambler – rytmgitarr (2003–)
- Matt Greiner – trummor, percussion, piano (2003–)
- Dustin Davidson – basgitarr (2006–)
- Jake Luhrs – sång (2006–)

Tidigare medlemmar
- Jon Hershey – sång (2003–2004)
- Jordan Tuscan – basgitarr (2003–2006)
- Josh McManness – sång (2004–2006)

Turnerande medlemmar
- Adam Gray – trummor (2016)

Bildgalleri

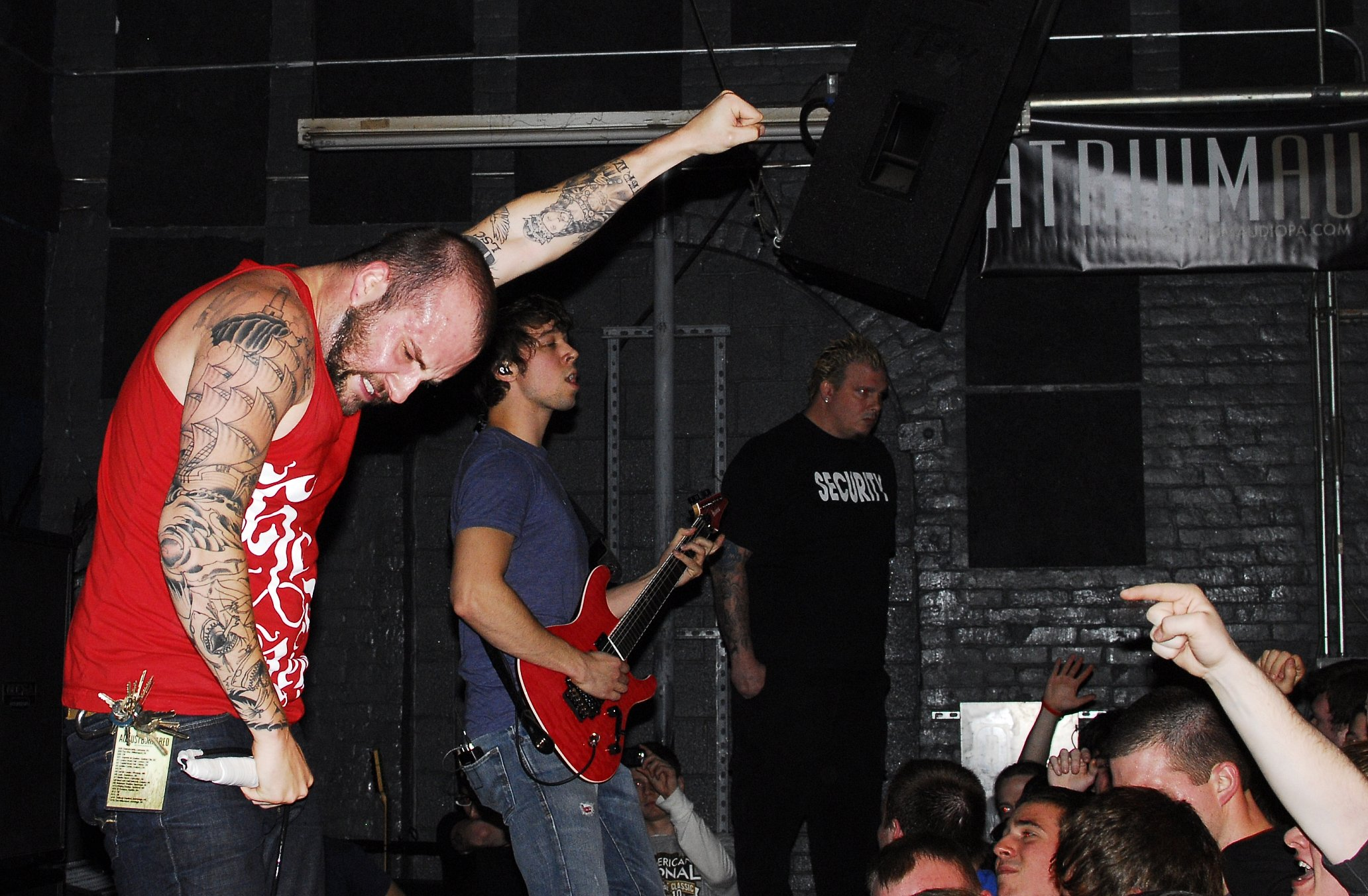
August Burns Red live 2011.
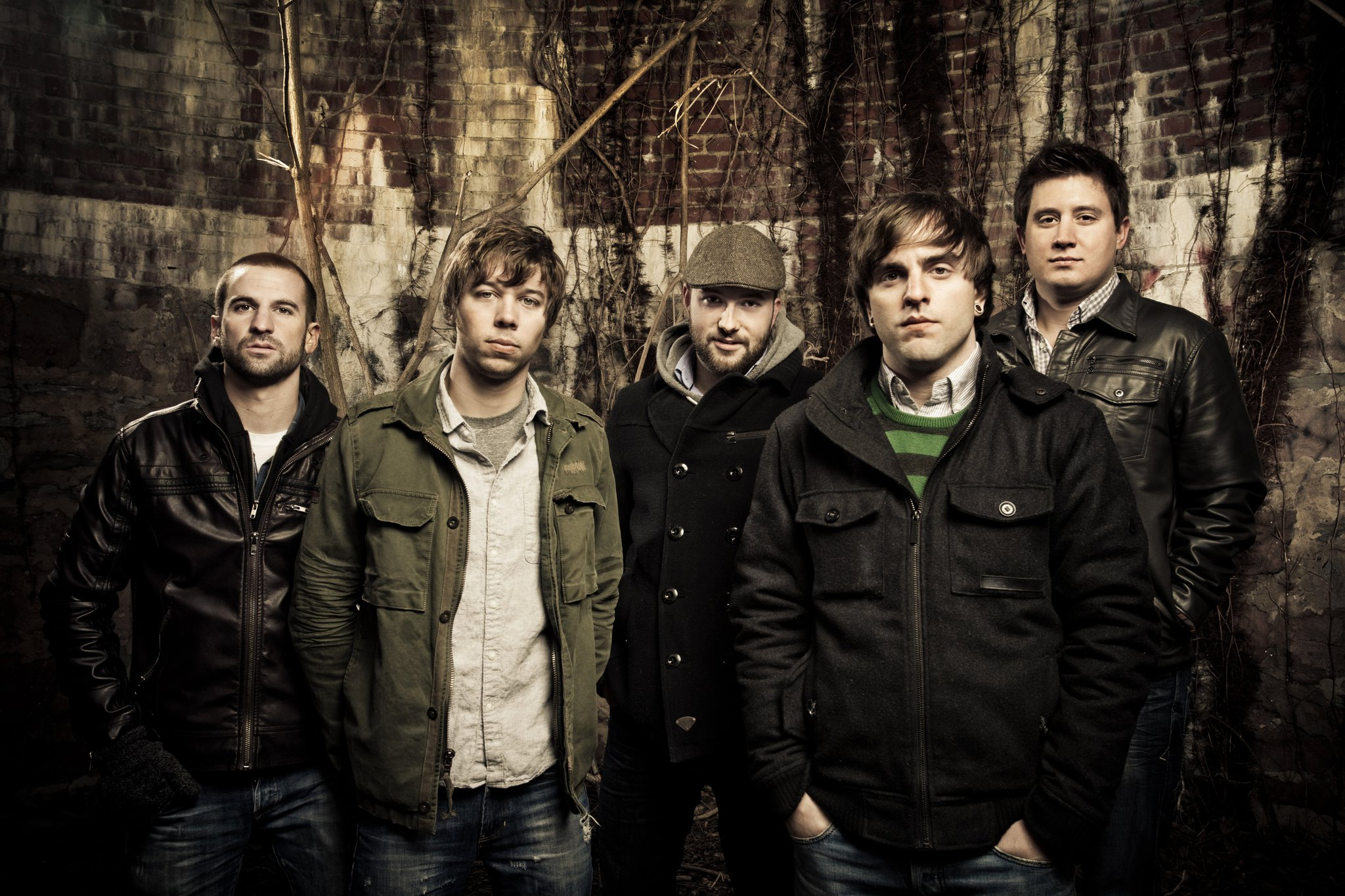
August Burns Red april 2011.
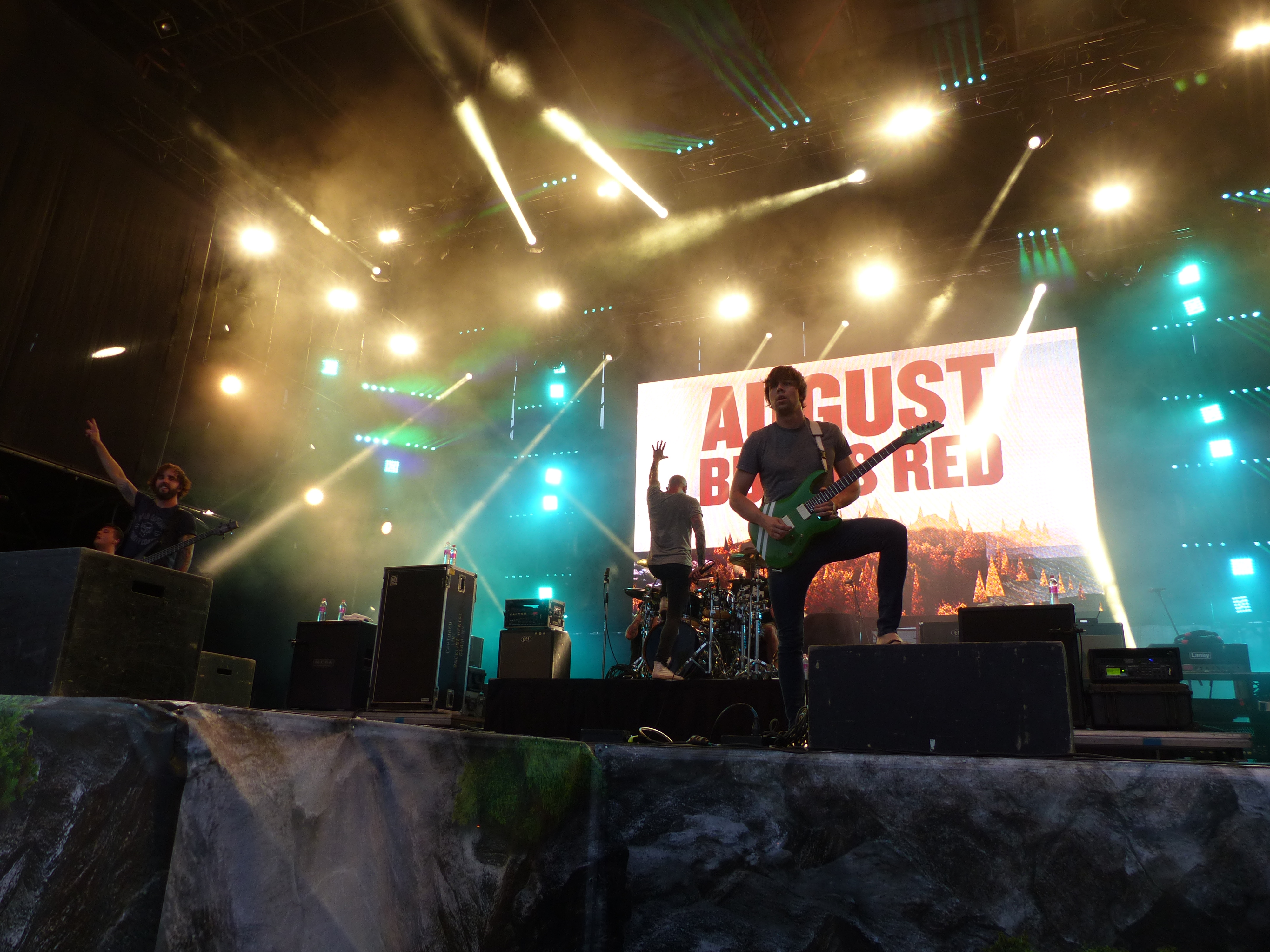
Live i Budapest 14 juni 2016.
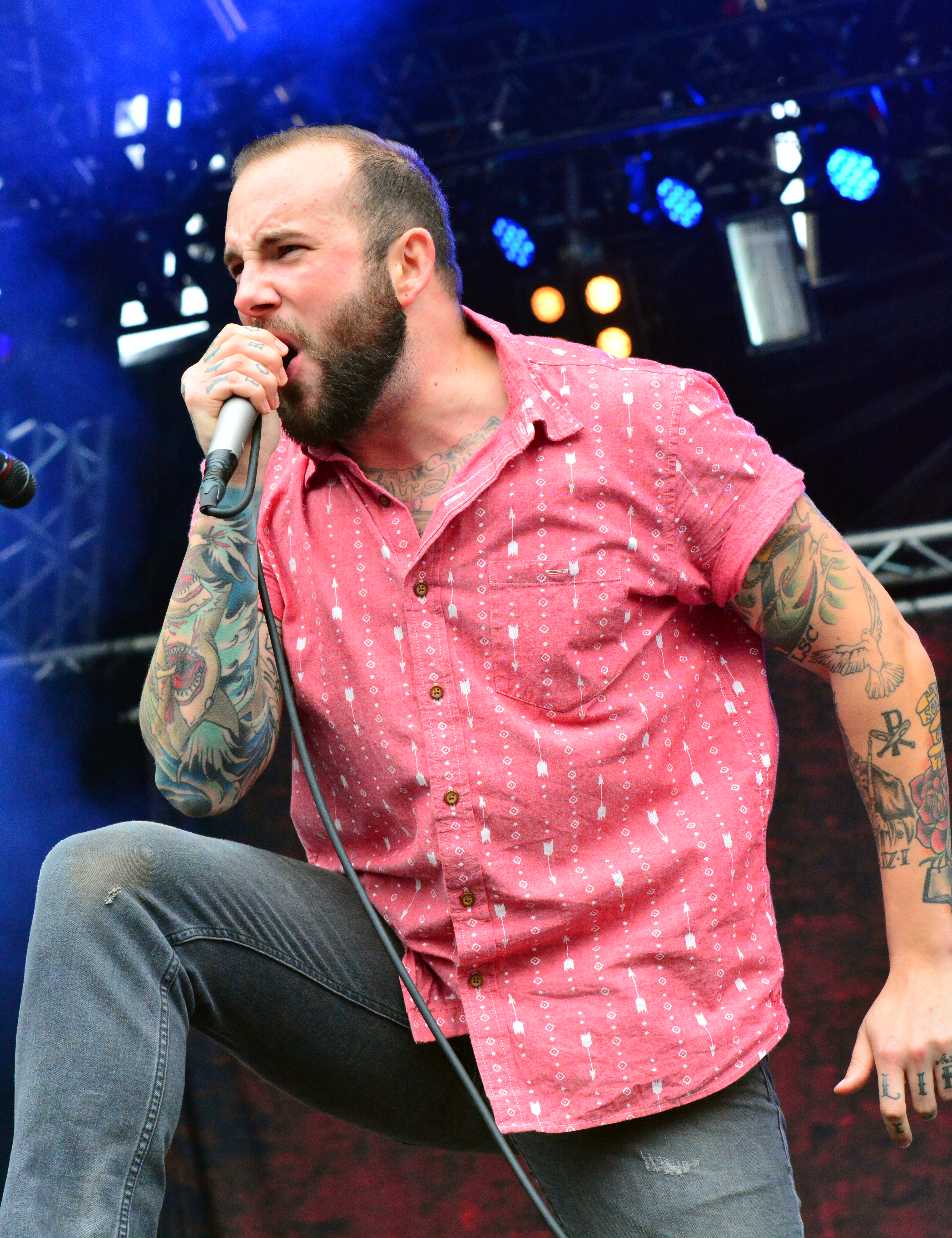
Jake Luhrs 2014.

## Diskografi
Studioalbum
- Thrill Seeker (2005)
- Messengers (2007)
- Constellations (2009)
- Leveler (2011)
- August Burns Red Presents: Sleddin' Hill (2012)
- Rescue & Restore (2013)
- Found in Far Away Places (2015)
- Phantom Anthem (2017)
- Guardians (2020)
- Death Below (2023)

Singlar (urval)
- "O Come, O Come, Emmanuel" (2009)
- "Little Drummer Boy" (2010)
- "God Rest Ye Merry Gentlemen (2011)
- "Sleigh Ride" (2012)
- "What Child Is This?" (2016)